# Ewangelos Awerof

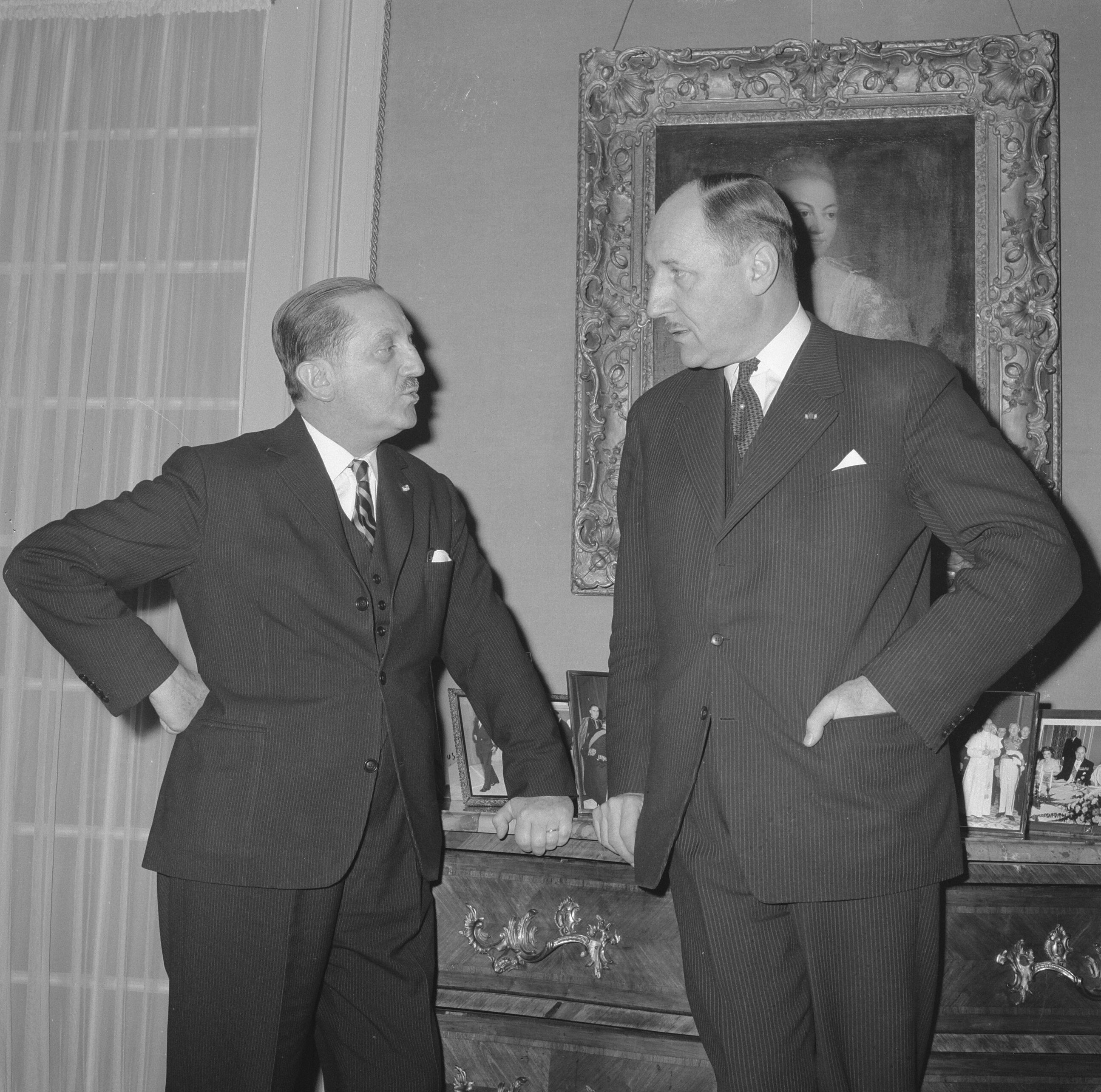
Ewangelos Awerof & Joseph Luns (1963)

Ewangelos Awerof-Tositsas (Ευάγγελος Αβέρωφ Τοσίτσας) (ur. 17 kwietnia 1910 w Trikala w Grecji, zm. 2 stycznia 1990 w Atenach) – mąż stanu, liberalny polityk grecki, członek i przewodniczący Nowej Demokracji, plantator, kupiec, przemysłowiec, działacz gospodarczy i społeczny, filantrop. Poseł i minister – zaopatrzenia (1949–1950), rolnictwa (1951), spraw zagranicznych (1956–1963) obrony narodowej (1974–1981).

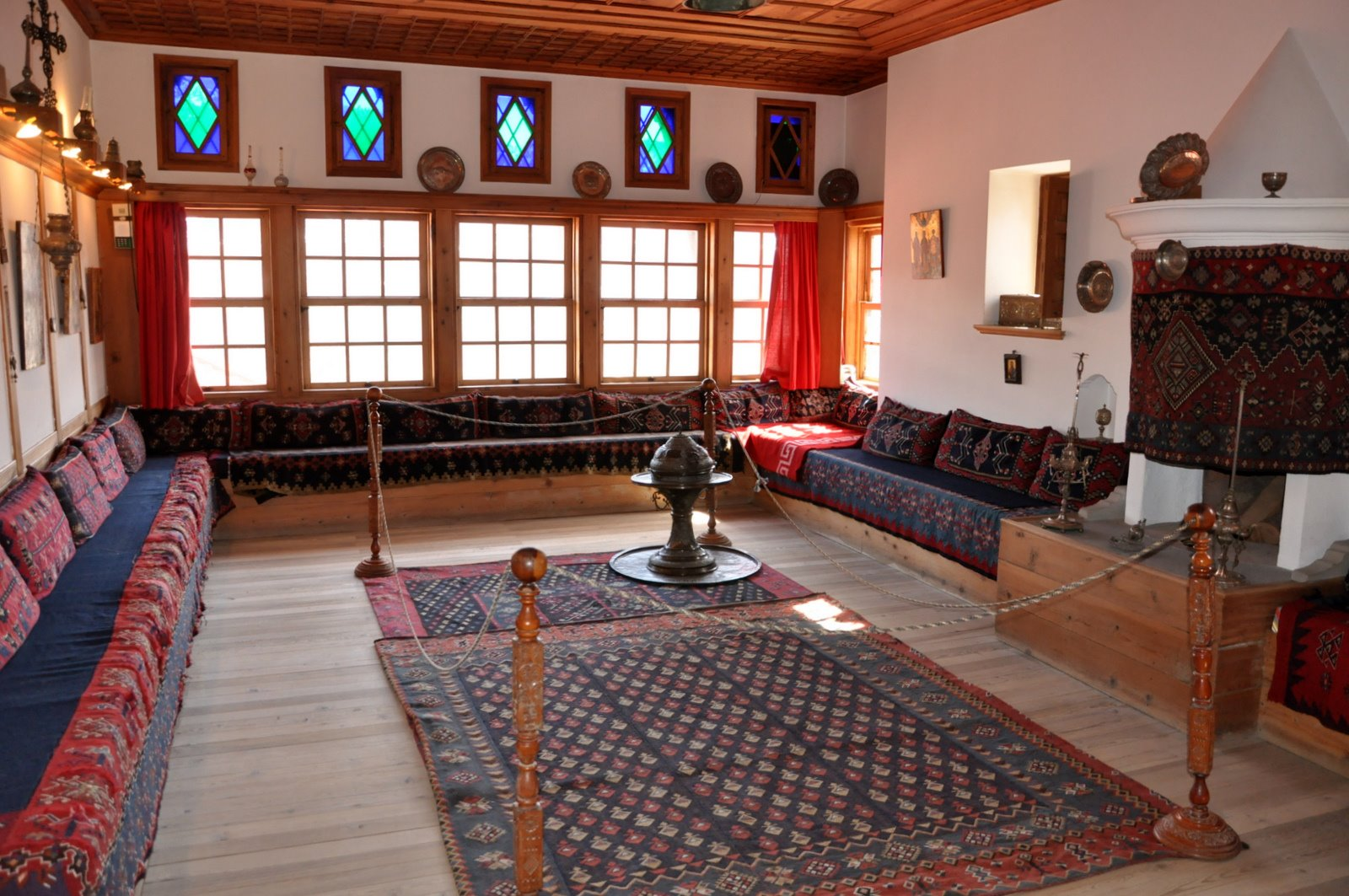
Metsowo: wnętrze domu rodziny Tosica, od połowy XX wieku siedziba fundacji kulturalnej Awerof-Tositsas. Na wyższym piętrze, do 1990 zamieszkiwał Ewangelos Awerof-Tositsas, po czym i ono przekazane zostało fundacji. Aktualnie część muzeum regionalnego.

Pochodził z arystokratycznej, rodziny grecko-arumuńskiej, z Metsowa. Studiował prawo i ekonomię na Uniwersytecie w Lozannie w Szwajcarii, gdzie uzyskał stopnie doktora nauk politycznych i doktora prawa. Uczestniczył w wojnie grecko-włoskiej w latach 1940–1941. Podczas okupacji Grecji przez państwa osi działał w ruchu oporu. Aresztowany, został zesłany do Włoch gdzie był więziony. Po ucieczce z więzienia uczestniczył w działaniach włoskiego ruchu oporu współtworząc organizację „Wolność lub Śmierć”. Od 1944 r. służył w greckiej misji wojskowej w Rzymie.
Po wyzwoleniu Grecji powrócił do kraju. W 1946 r. został wybrany po raz pierwszy do parlamentu greckiego z okręgu Janina.
Podczas dyktatury wojskowej 1967–1974 (junta czarnych pułkowników) był aresztowany i prześladowany pod zarzutem podżegania do buntu na greckim niszczycielu Velos.
Po obaleniu junty i przywróceniu demokracji w Grecji w 1974 r. współtworzył centroprawicową partię Nową Demokrację, na czele której stanął Konstandinos Karamanlis, który mianował Awerofa ministrem obrony narodowej w tworzonym przez siebie rządzie tymczasowym.
Awerof został wybrany na przewodniczącego Nowej Demokracji w 1981 r. zastępując na tym stanowisku Georgiosa Rallisa. Zrezygnował ze stanowiska w 1984 r., po przegranych przez tę partię wyborach do Parlamentu Europejskiego oraz z powodu problemów zdrowotnych. 
Autor książek traktujących o historii i polityce Grecji, m.in.:
- Unia celna na Bałkanach (1933)
- Polityka zagraniczna Grecji (1960)
- Ogień i topór. Partia komunistyczna i wojna domowa w Grecji, 1944–1949 (1973)
- Opowieść o utraconych możliwościach. Problem cypryjski 1956–1963 (1981)

Podobnie do przodków, angażował się w działalność społeczną na rzecz mieszkańców Epiru. Założyciel przedsiębiorstw winiarskich, w kilku regionach Grecji, następnie wyróżnianych na międzynarodowych wystawach. Pionier upraw winorośli w Metsowie. Promotor rolniczych organizacji innowacyjnych. Założyciel szkoły tradycyjnych rzemiosł w Metsowie. Sponsor kształcenia akademickiego epirockiej młodzieży. Założyciel i sponsor muzeum regionalnego. Mecenas lokalnych zabytków i promotor nowoczesnego, jednak obowiązkowo stylizowanego budownictwa w Metsowie (odpowiednik polskiego stylu zakopiańskiego). Fundator galerii sztuki w Metsowie.
Zmarł na atak serca, w 10. dniu pobytu w prywatnej klinice „Apollonio”, w Psichiko, ekskluzywnej dzielnicy Aten.